# Mickey Jupp

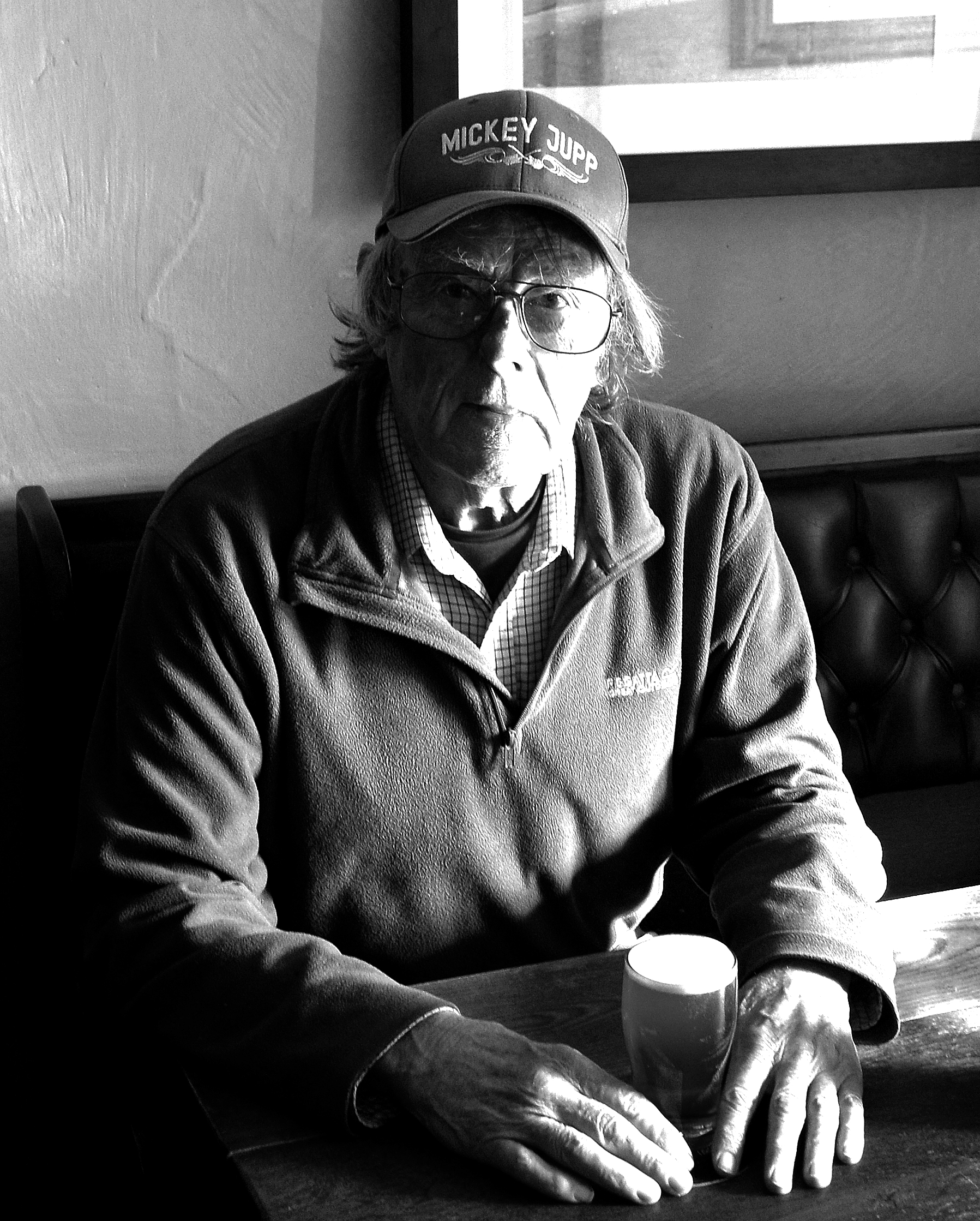
Mickey Jupp (2022)

Mickey Jupp, eigentlich Michael Graham Jupp (* 6. März 1944 in Worthing, England), ist ein britischer Musiker. Er ist Songschreiber, spielt Gitarre und
Piano.

## Bandgeschichte
Seine erste Band The Black Diamonds gründete Jupp 1963, danach entstanden The Orioles, die eine Single veröffentlichten. Später gründete er mit Robin Trower The Jam. Im nächsten Anlauf gründete er 1969 Legend. Die Band veröffentlichte ihr erstes Album und zwei Singles, eine davon mit Unterstützung sämtlicher Musiker von Procol Harum. Album und Singles waren erfolglos, und zwei Jahre später nahm Jupp ein weiteres Album mit demselben Titel in Angriff, das seinerzeit unbeachtet blieb und später als „Red Boot Album“ zur Sammlerrarität wurde. Nach einem dritten erfolglosen Album zog sich Legend zurück. 
Mickey Jupp begann 1977 eine Solokarriere und hat in den Folgejahren eine Reihe guter Rhythm-&-Blues-Platten eingespielt. Seine Songs wurden von Gary Brooker, Elkie Brooks, Joe Cocker, Dave Edmunds, Chris Farlowe, Dr. Feelgood, Hamburg Blues Band, Kursaal Flyers, Nick Lowe und vielen anderen gecovert.
Mit Keith Reid als Manager und der Werbung von Stiff Records erzielte Mickey Jupp ab 1978 seine größten Erfolge. In Deutschland hatte er seinen Durchbruch 1979 mit dem Auftritt im WDR-Rockpalast. Das Konzert wurde als VHS-Video und später als Audio-CD und Video-DVD veröffentlicht. Der Erfolg in Deutschland gipfelte darin, dass die folgende LP Oxford 1980 nicht in Großbritannien, sondern nur in Deutschland erschien. Erst die digitale Wiederveröffentlichung als CD 1997 kam auch auf der Insel heraus.
Das 1983 erschienene Album Shampoo, Haircut & Shave wurde von Francis Rossi und Bernie Frost von Status Quo produziert. Mitte der 1980er Jahre wurde es wieder etwas stiller um Mickey Jupp, obwohl er weiter kreativ blieb.

## Diskografie

### The Orioles

#### Single
- Sweet Dreams / Baby Baby (1965)

### Legend

#### Alben
- Legend (1969)
- Legend (“Red Boot”) (1971)
- Moonshine (1972)
- Mickey Jupp’s Legend (1978) (Sampler)
- Never too Old to Rock (2009)

#### Singles
- National Gas / Wouldn’t You (1969)
- Georgia George / July (1969)
- Life / Late Last Night (1970)
- Don’t You Never / Someday (1971)
- Cross Country / Lorraine Part II (1971)

### Solo

#### Alben
- Juppanese (1978)
- Long Distance Romancer (1979)
- Oxford (1980)
- The BBC Tapes (1980)
- Some People Can’t Dance (1982)
- Shampoo, Haircut & Shave (1983)
- X (1988)
- As the Yeahs Go By (1991)
- You Say Rock (1994)
- Live at Rockpalast CD- & DVD-Set, Repertoire 5284 (Livekonzert im WDR-STUDIO A, Köln, 17. Dezember 1979) (2013)

#### Singles und EPs
- Nature’s Radio / Down at the Doctor’s (1977)
- My Typewriter / Nature’s Radio (1978)
- Down in New Orleans / Making Friends (1978)
- Old Rock’n’Roller / S.P.Y. (1978)
- You Made a Fool out of Me / You Know What I Mean (1979)
- True Love / You Know What I Mean (1979)
- Rooms in Your Roof / Switchboard Susan (1980)
- Don’t Talk to Me / Poison Girls (1980)
- Switchboard Susan / Anything You Do / Cheque Book / Daisy Mayes (12″ 45 rpm EP, 1981)
- Modern Music / Taxi Driver (1982)
- Joggin’ / Daisy Mayes (1982)
- Some People Can’t Dance / Virginia Weed (1982)
- Stormy Sunday Lunchtime / Reading Glasses (1983)
- Boxes and Tins / Reading Glasses (1983)
- Only for Life / Animal Crackers (1985)
- Claggin’ On / Drivin’ on Your Lights (1988)